# Еммануель Саймон
Еммануель Саймон (нар. 25 грудня 1992) — папуаський футболіст, півзахисник клубу «Хекарі Юнайтед» та збірної Папуа Нової Гвінеї.

## Клубна кар'єра
З 2013 по 2014 року виступав у складі клубу «Гігіра Лайтепо Юнайтед» напівпрофесійної Національної Соккер Ліги ПНГ. В 2014 році перейшов до найтитулованішого футбольного клубу Папуа Нової Гвінеї, «Хекарі Юнайтед».

## Кар'єра в збірній
В 2011 році зіграв 3 матчі в футболці збірної Папуа Нової Гвінеї U-20. В 2016 році у складі збірної Папуа Нової Гвінеї дійшов до фіналу Кубку націй ОФК 2016, в якому поступився збірній Нової Зеландії. Всього у складі головної збірної країни Еммануель зіграв 7 поєдинків.

## Досягнення
- Кубок націй ОФК
  -  Фіналіст (1): 2016